# Frösseln
Frösseln ist eine Ortschaft in der Gemeinde Wipperfürth im Oberbergischen Kreis im Regierungsbezirk Köln in Nordrhein-Westfalen (Deutschland).

## Lage und Beschreibung
Die Ortschaft liegt im Südwesten der Stadt Wipperfürth an der Stadtgrenze zu Kürten nahe der Bundesstraße 506, die im Mittelalter ein bedeutender Heerweg zwischen Köln und Soest war. Die Ortschaft liegt an der Wasserscheide zwischen der Großen Dhünn und der Kürtener Sülz. Die Sülzüberleitung führt unterirdisch westlich des Ortes vorbei. Nachbarortschaften sind Hüffen, Ente, Grunewald und der zu Kürten gehörende Ort Laudenberg.
Die Ortschaft gehört zum Gemeindewahlbezirk 160 und damit zum Wahlbezirk Wipperfeld.

## Geschichte
1715 ist der Ort auf der Topographia Ducatus Montani mit drei einzelnen Höfen unter der Bezeichnung Friseln verzeichnet. Die Topographische Aufnahme der Rheinlande von 1824 verwendet bereits die Ortsbezeichnung Frösseln und zeigt auf umgrenztem Hofraum vier getrennt voneinander liegende Grundrisse.

## Busverbindungen
Über die an der Bundesstraße 506 gelegene Haltestelle Frösseln der Linie 427 (VRS/OVAG) ist Frösseln an den öffentlichen Personennahverkehr angebunden.